# Westwood Plateau

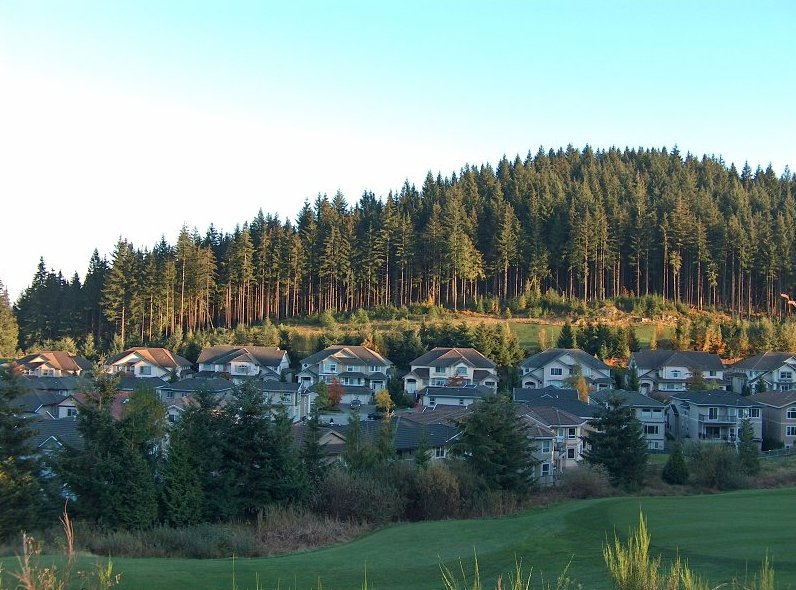
Blick auf Westwood Plateau

Westwood Plateau ist ein Stadtbezirk von Coquitlam, British Columbia. Im Jahr 2001 betrug die Gesamtbevölkerung 14.685 Einwohner. Die Siedlung entstand ab 1989.

## Geografie
Die Siedlung Westwood Plateau liegt im Nordosten der Metropolregion Vancouver und nördlich der Stadt Coquitlam auf einem Hügel zwischen Burrard Inlet und Pitt River.

## Bevölkerung
Bei der Volkszählung 2001 lebten 14.685 Menschen in Westwood Plateau, darunter 5915 Menschen chinesischer Herkunft, 2375 englischer Herkunft, 1820 Kanadier, 1335 Schotten und einige weitere Nationen. 59 Prozent der Bevölkerung hat einen Migrationshintergrund.